# Яр Полтавський
Яр Полтавський — балка (річка) в Україні у Дергачівському районі Харківської області. Права притока річки Лопані (басейн Дону).

## Опис
Довжина балки приблизно 6,73 км, найкоротша відстань між витоком і гирлом — 3,62 км, коефіцієнт звивистості річки — 1,86. Формується декількома балками та загатами. На деяких ділянках балка пересихає.

## Розташування
Бере початок на північно-східній стороні від села Куряжанка. Тече переважно на північний схід через села Караван та Лужок і впадає в річку Лопань, ліву притоку річки Уди.

## Цікаві факти
- У XX столітті на балці існували молочно-тваринна ферма (МТФ) та газова свердловина[2].